# Robert Dennis
Robert Henry Dennis III (Harbel, 1º maggio 1975) è un ex velocista liberiano.

## Biografia
Dennis è nato in Liberia ma è cresciuto in Maryland. Ha studiato presso l'Università della Virginia Occidentale dove ha gareggiato nella squadra collegiale ai campionati NCAA. Ha rappresentato il paese d'origine nelle manifestazioni internazionali per un triennio, partecipando tra l'altro ai Giochi olimpici di Atlanta 1996.
Dopo la carriera atletica è diventato un avvocato presso la città di Washington.

## Palmarès
| Anno | Manifestazione  | Sede     | Evento      | Risultato | Prestazione | Note |
| ---- | --------------- | -------- | ----------- | --------- | ----------- | ---- |
| 1996 | Giochi olimpici | Atlanta  | 100 m piani | Batteria  | 10"65       |      |
| 1996 | Giochi olimpici | Atlanta  | 4×100 m     | Batteria  | 40"18       |      |
| 1997 | Mondiali        | Atene    | 4×100 m     | Batteria  | 39"90       |      |
| 1999 | Mondiali        | Siviglia | 200 m piani | dns       | dns         |      |